# 伊犁危機
伊犁危機（1862年－1881年），是一場在清朝同治、光緒年间爆發的邊境衝突的總稱，是次危機令清朝失去了外西北。同治三年（1864年）四月，库车回民举事，此时清政府的西北官军主力正在平定陝甘回亂。

## 收复伊犁
俄国以“代收代守”为理由侵占伊犁，因至左宗棠收复新疆大部，则已经平叛，中俄开始进行交涉中国收回伊犁之事，而俄国则采取拖延之策:235。
1879年，代表清廷赴法国交涉之崇厚擅自签订《里瓦几亚条约》，中国朝野闻讯哗然，张之洞等士大夫主战之情高涨，崇厚一度被令秋后问斩引起各国外交官之抗议和维多利亚女王之求情:236。李鸿章邀请英国传奇军官戈登来华叙谈，而沙俄则派遣23艘军舰至中国炫耀武力:236。新任对俄谈判代表曾纪泽决定在领土问题上寸步不让，商讨妥协于通商和赔款事宜；成行前，英国外交部向其保证称英国驻俄羅斯大使馆会为其提供非官方协助:236-237。土耳其战争和柏林会议已经造成俄国之经济萧条及外交孤立:237。
1881年，中国签订《圣彼得堡条约》，中国收回伊犁全境及特克斯等地:237

## 來源
1. 1 2 3 4 5 6  徐中约. . 插图重校 第6版. 北京: 世界图书北京出版公司. 2013-08. ISBN 978-7-5100-4955-2.